# Ventosilla y Tejadilla
Ventosilla y Tejadilla é um município da Espanha na província de Segóvia, comunidade autónoma de Castela e Leão, de área 6,10 km² com população de 51 habitantes (2004) e densidade populacional de 8,36 hab/km².

## Demografia
| Variação demográfica do município entre 1991 e 2004 | Variação demográfica do município entre 1991 e 2004 | Variação demográfica do município entre 1991 e 2004 | Variação demográfica do município entre 1991 e 2004 |
| --------------------------------------------------- | --------------------------------------------------- | --------------------------------------------------- | --------------------------------------------------- |
| 1991                                                | 1996                                                | 2001                                                | 2004                                                |
| 26                                                  | 29                                                  | 39                                                  | 51                                                  |